# 1111-es mellékút (Magyarország)
Az 1111-es számú mellékút egy négyszámjegyű mellékút Pest és Komárom-Esztergom vármegyék határvidékén, amely Budapestet kapcsolja össze Esztergommal, a Pilis és a Visegrádi-hegység magaslatai között kanyarogva, bár ténylegesen nem lépi át a főváros határát. Budakalászról indul, Pomáz, Pilisszentkereszt és Pilisszentlélek településeket érinti. A 11-es főútból ágazik ki és ugyanabba torkollik vissza Esztergom belvárosa közelében, a 111-es főút és a 11 326-os út kiágazásával közös pontban.

## Nyomvonala
Az út nagy általánosságban délkelet-északnyugati vonalvezetésű, de a domborzati viszonyok alakulása miatt akadnak kisebb iránytörései. A 11-es főút budakalászi felüljárójától indul nyugat felé, ugyanitt ágazik ki kelet felé a Duna-partig vezető 11 118-as út. Első szakaszán a József Attila utca nevet viseli, majd egy körforgalmú csomóponttól kb. 200 méteren közös szakasza van az 1108-as úttal. Budakalász, Lenfonó megállóhely közelében keresztezi a H5-ös HÉV vonalát, majd északnyugat felé fordul. Az 1108-as út itt délnek fordul, illetve itt torkollik bele az útba a Budapest (Csillaghegy) felől érkező 1115-ös út, amelynek innentől tulajdonképpen egyenes folytatása. Települési elnevezése innentől Budakalász határáig Pomázi út.

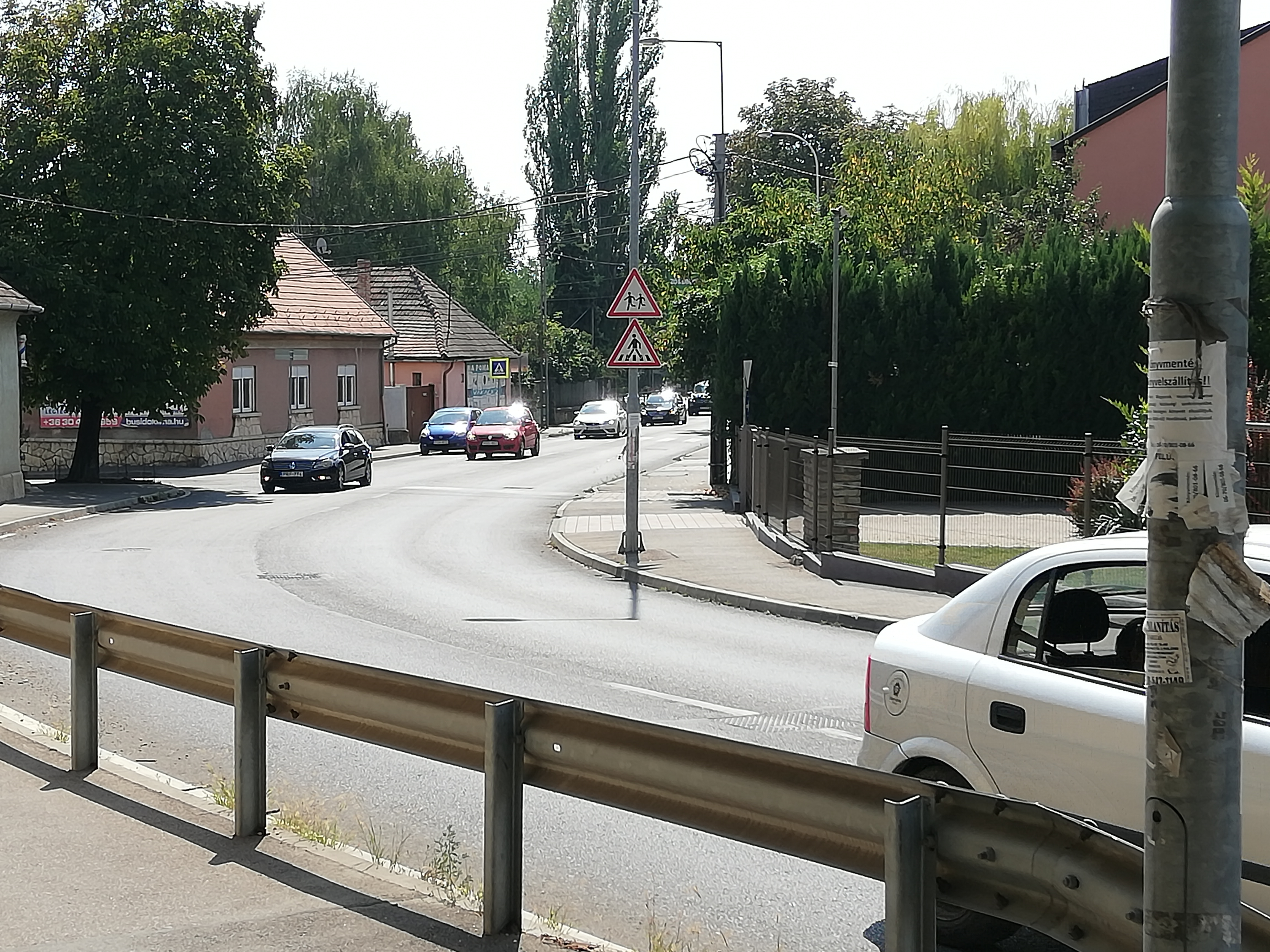
Így éri el az út Pomáz központját Budakalász felől

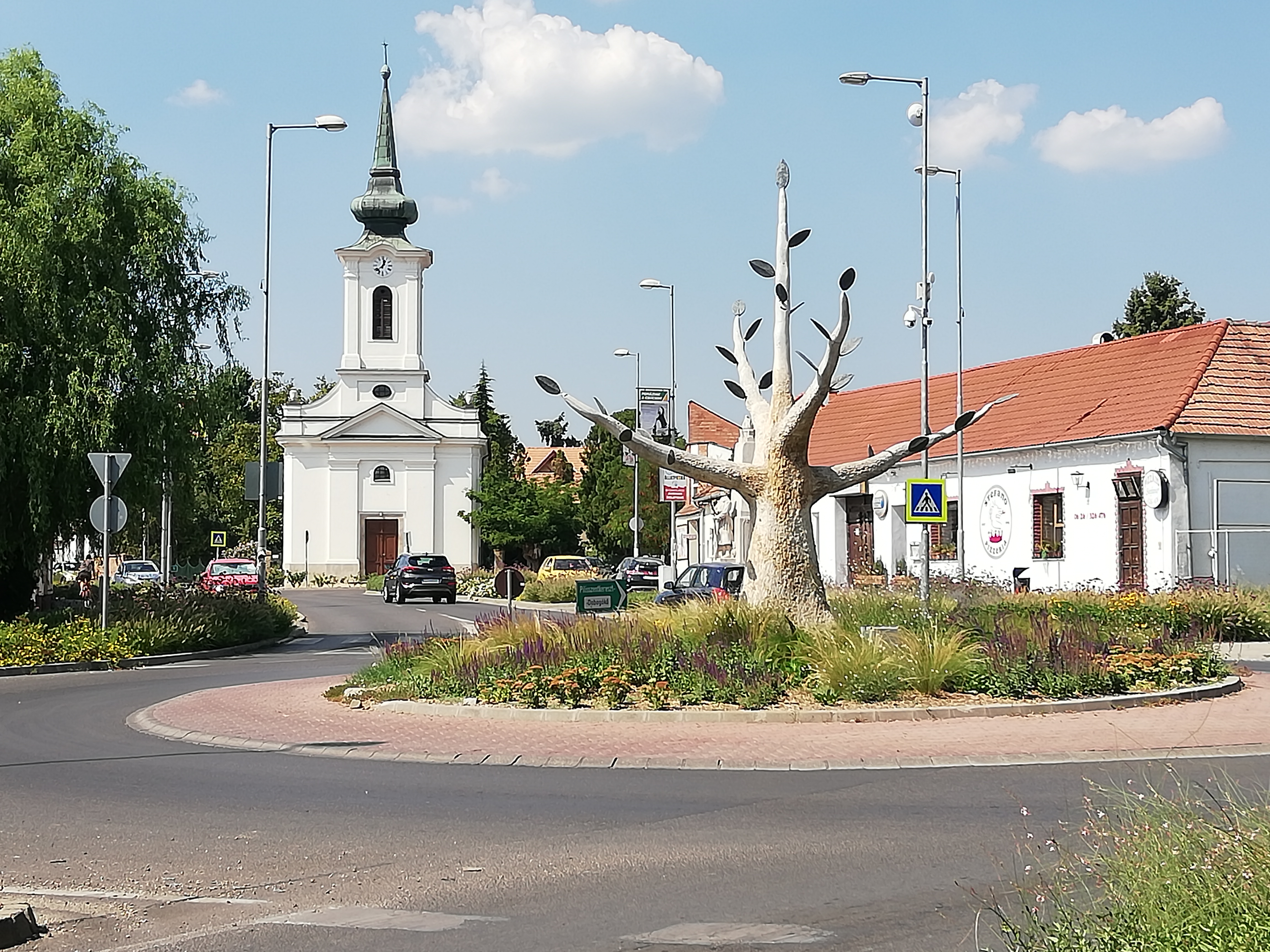
Körforgalmú csomópontja Pomáz központjában

Pomázon nem kevesebb, mint hét különböző nevet viselnek az út egyes szakaszai: a legelső szakasz neve Budakalászi út, majd Pomáz HÉV-állomásig Árpád fejedelem útja. (A szentendrei HÉV vonala eddig halad párhuzamosan az úttal, a pomázi állomás után élesen keletre kanyarodik, hogy visszatérjen a 11-es út közvetlen közelébe.) A város központjáig egy darabon majdnem pontosan észak felé halad a nyomvonal – a neve ezen a szakaszon József Attila utca –, majd az 1112-es út szentendrei elágazásától az út nyugatnak fordul, a neve ettől kezdve Kossuth Lajos utca. Még a József Attiláról elnevezett szakaszán keresztezi a Dera-patakot, amely innentől Pilisszentkeresztig nagyjából párhuzamosan halad vele. Külsőbb pomázi szakaszai a Beniczky út, a Dobogókői út és a Margitligeti út elnevezést viselik, majd a Csobánkára vezető elágazástól az út elhagyja a lakott területeket, innentől eltűnnek a névvel megnevezett szakaszok. Ezen a részen ágazik ki belőle az 1109-es út Csobánka, azon túl Pilisvörösvár felé.
A folytatásban az út elhalad a Csikóváraljai turistaház közelében, Kiskovácsi, Pankostető és Nagykovácsipuszta pomázi településrészek mellett, majd átér Pilisszentkereszt közigazgatási területére. A lakott terület elérése előtt lehet lekanyarodni az útról balra (dél felé), a Pilis egyik legnépszerűbb kirándulóhelyéhez, a Dera-szurdokhoz, majd az út beér a falu házai közé. Innentől néhány kilométeren újra van neve is az egyes szakaszoknak: Pomázi út a települési neve Pilisszentkereszt központjáig – ahol találkozik a Pilisvörösváron induló és Pilisszántón is átvezető 11 108-as úttal –, majd onnan tovább Dobogókői út néven halad a község széléig.
A települést elhagyva hegyvidéki jelleget ölt az út, immár mindkét oldalról erdőborította hegyek között kanyarog, mígnem eléri legmagasabb pontját, a Kétbükkfa-nyerget. Innen a 11 115-ös számú mellékút ágazik ki belőle jobbra (kelet felé) Dobogó-kő és a pilisszentkereszti Dobogókő településrész irányában, az út pedig – továbbra is mindkét oldalról erdőktől, hegyektől övezve – apránként lejtésbe fordul. Itt lépi át a vármegyehatárt. Áthalad a pilisszentléleki völgyhídon, elhalad a közigazgatásilag Esztergomhoz tartozó Pilisszentlélek házai mellett, majd a 25+700-as kilométerszelvénye táján kiágazik belőle a faluba vezető 11 124-es számú mellékút. Ettől kezdve végig esztergomi területen halad tovább, amíg el nem éri a várost; kísérőjévé ezen a szakaszon a Szentléleki-patak (Szent János-patak) szegődik, amit egy ponton, a Szalma híddal keresztez is. Esztergom belterületének szélén beletorkollik az 1117-es út („Suzuki út”), majd a belvárosban, a Kerektemplomnál újra eléri a 11-es főutat, ahol véget is ér.
Teljes hossza, az országos közutak térképes nyilvántartását szolgáló kira.gov.hu adatbázisa szerint 35,776 kilométer.

## Története
Egy dátum nélküli, feltehetőleg 1950 körül készült térkép a teljes mai hosszában harmadrendű főútként tünteti fel: Budakalásztól Dobogókőig 111-es, Kétbükkfa-nyeregtől Esztergomig pedig 112-es útszámozással.

## Települései
- Budakalász
- Pomáz
- Pilisszentkereszt
- Pilisszentlélek
- Esztergom